# Рікі (футболіст, 1980)
Іван Санчес-Ріко Сото (ісп. Iván Sánchez-Rico Soto; нар. 11 серпня 1980, Аранхуес), відомий як Рікі (ісп. Riki) — іспанський футболіст, що грав на позиції нападника, зокрема за «Депортіво» (Ла-Корунья).

## Ігрова кар'єра
У дорослому футболі дебютував 2002 року виступами за команду «Реал Мадрид Кастілья», в якій провів два сезони, взявши участь у 51 матчі чемпіонату.
Не пробившись до головної команди мадридського клубу, 2004 року перебрався до «Хетафе». Відіграв за цей клуб наступні два сезони своєї ігрової кар'єри. Був основним гравцем атакувальної ланки команди, хоча особливою результативністю не відзначався.
У червні 2006 року уклав п'ятирічний контракт з клубом «Депортіво». Загалом у його складі провів сім років своєї кар'єри гравця, здебільшого як основний нападник, був одним з основних його бомбардирів.
З 2013 року два сезони захищав на рівні Ла-Ліги кольори «Гранади», а завершував ігрову кар'єру у друголіговій «Гвадалахарі», за яку виступав протягом 2015—2016 років.